# Frankfurt-Ginnheim
Ginnheim is een stadsdeel van de Duitse stad Frankfurt am Main. Het stadsdeel ligt in het noorden van Frankfurt en is met ongeveer 16.000 inwoners een middelgroot stadsdeel.

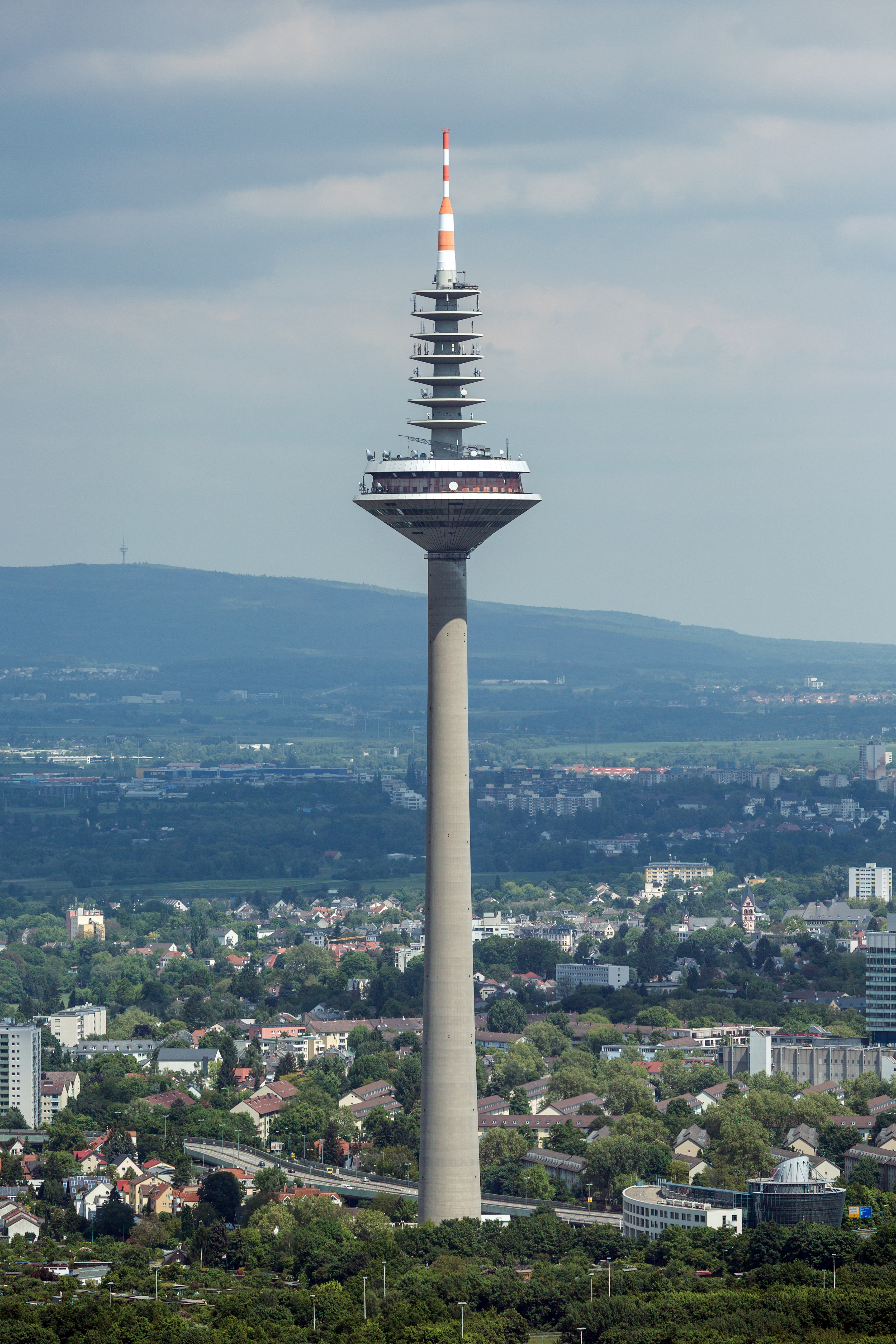
De Europaturm in de aangrenzende wijk Bockenheim, genaamd Ginnheimer Spargel, is het hoogste gebouw in Frankfurt

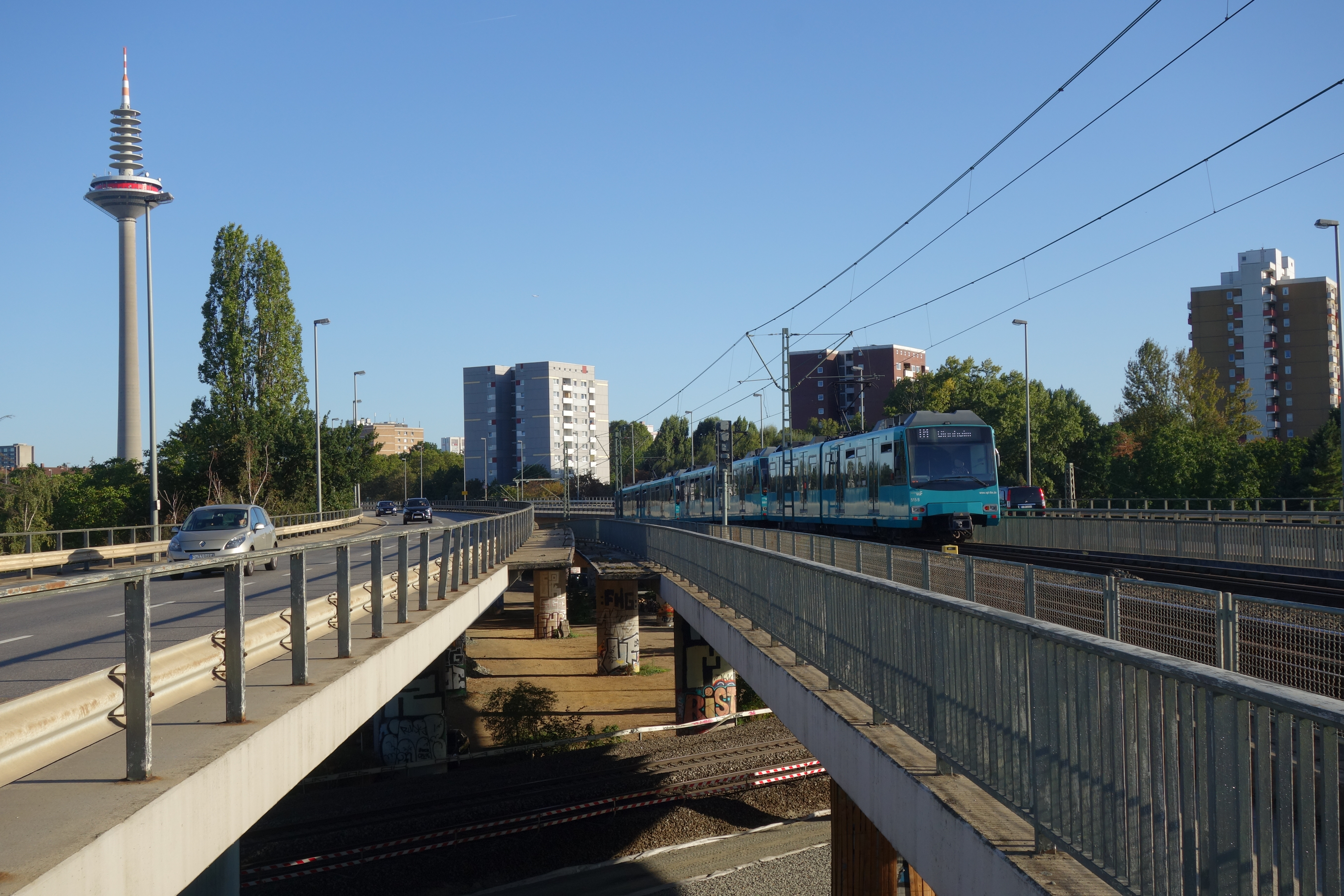
Metro en flatgebouwen in Ginnheim

Altstadt · Bahnhofsviertel · Bergen-Enkheim · Berkersheim · Bockenheim · Bonames · Bornheim · Dornbusch · Eckenheim · Eschersheim · Fechenheim · Flughafen · Frankfurter Berg · Gallus · Ginnheim · Griesheim · Gutleutviertel · Harheim · Hausen · Heddernheim · Höchst · Innenstadt · Kalbach-Riedberg · Nied · Nieder-Erlenbach · Nieder-Eschbach · Niederrad ·  Niederursel · Nordend · Oberrad · Ostend · Praunheim · Preungesheim · Riederwald · Rödelheim · Sachsenhausen · Schwanheim · Seckbach · Sindlingen · Sossenheim · Unterliederbach · Westend · Zeilsheim